# Aeroporto de Ipatinga
O Aeroporto Regional do Vale do Aço (IATA: IPN, ICAO: SBIP), também conhecido como Aeroporto de Ipatinga (antigo Aeroporto da Usiminas), é um aeroporto doméstico que está localizado no município brasileiro de Santana do Paraíso, no interior do estado de Minas Gerais. Serve à Região Metropolitana do Vale do Aço e a seu colar metropolitano, estando situado a 7 km de Ipatinga. Constitui uma das principais formas de deslocamento da região, disponibilizando rotas diárias regulares à Região Metropolitana de Belo Horizonte, além de conexões a outros destinos. Sua pista tem dimensões de 2 004 m x 45 m.
Criado em 1959 e em operação desde 1977, foi projetado pela Usiminas, inicialmente para servir a seus funcionários. Em 2008, houve um projeto de desativar o aeroporto e construir um novo terminal no município de Bom Jesus do Galho, a fim de que a empresa expandisse seu complexo industrial sobre a área original. Por questões ambientais e devido à Grande Recessão, no entanto, o projeto não prosseguiu e o atual aeroporto foi reformado e modernizado em 2011. A Usiminas administrou o aeródromo até março de 2016. É gerido pela Infraero, sob contrato com o governo estadual, desde agosto de 2020.

## História

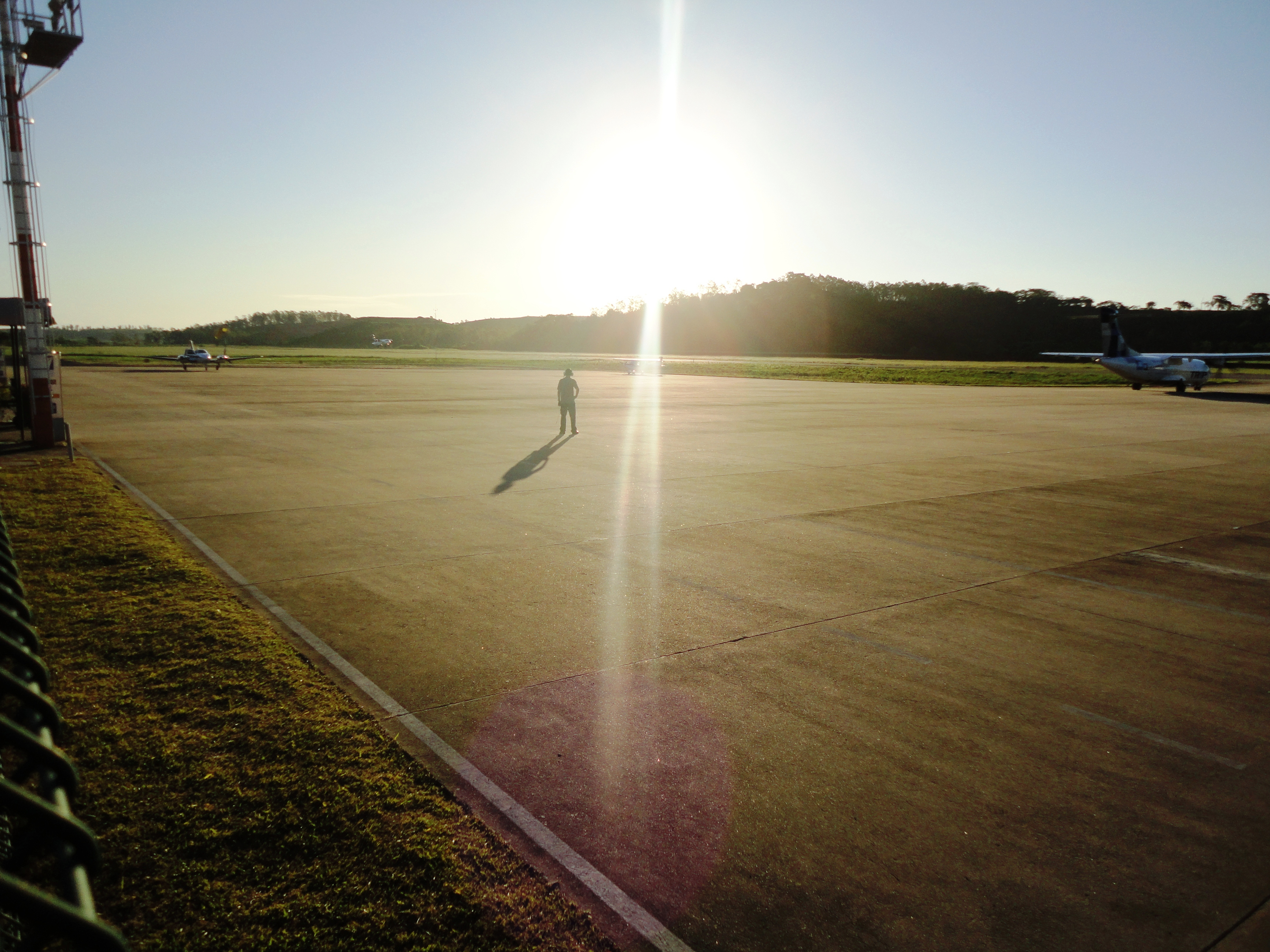
Aeroporto Regional do Vale do Aço ao pôr do sol

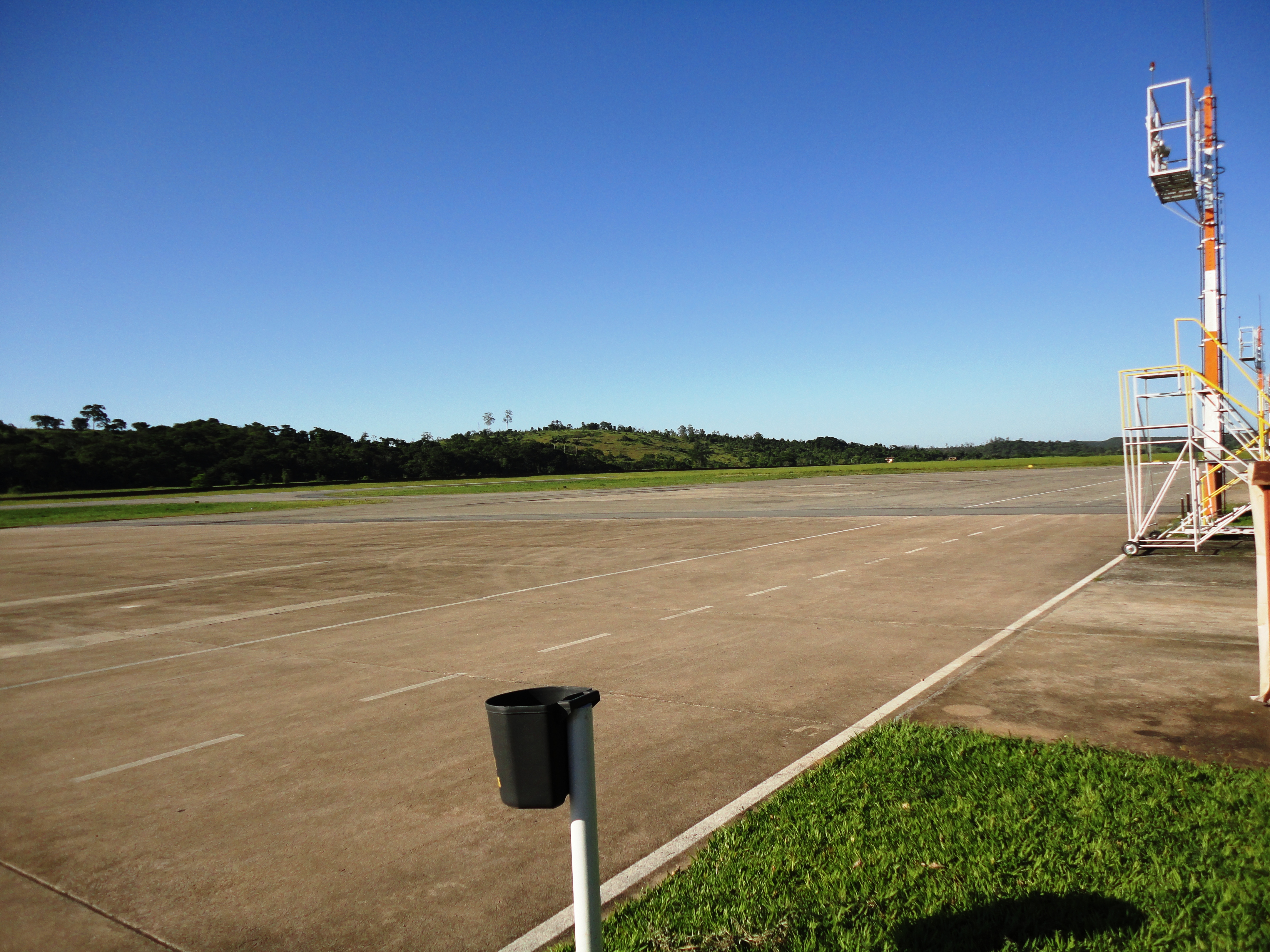
Aspecto da pista do aeroporto

O Aeroporto Regional do Vale do Aço (antigo Aeroporto da Usiminas) foi criado em 1959, com o objetivo inicial de atender aos funcionários da Usiminas, empresa a qual também idealizou o projeto. As operações foram iniciadas em 1977, entrelaçadas a outros investimentos de infraestrutura realizados pela companhia siderúrgica na cidade de Ipatinga, que também incluíam hospitais, escolas, delegacias, necrotérios e bairros. Próximo ao aeroporto, que está localizado em território do atual município de Santana do Paraíso, foi estruturado um Distrito Industrial. A Usiminas foi privatizada em 1991 e permaneceu como a única responsável pelo terminal até janeiro de 2012, quando passou a dividir a administração e as operações com a Socicam.
Em 2008, especulou-se a relocação do aeroporto para o município de Bom Jesus do Galho, a fim de que a Usiminas expandisse seu complexo industrial no local original. O projeto previa a construção de uma pista de 2 600 metros, com capacidade de receber aviões de grande porte e, a longo prazo, um fluxo anual médio de 360 mil passageiros. Outras 17 áreas foram previamente escolhidas para receber o novo terminal, sendo 13 delas visitadas e analisadas, levando em consideração uma distância máxima de 30 quilômetros do aeroporto atual. Posteriormente, devido à proximidade de Bom Jesus do Galho com o Parque Estadual do Rio Doce, que poderia gerar ruído excessivo e choques de aves com aeronaves, a área pretendida foi transferida para Belo Oriente em 2009.
Além de fatores ambientais, a crise financeira de 2008 também colaborou com o atraso dos projetos do novo terminal. Em março de 2011, a Usiminas anunciou a realização de modernização do aeroporto no atual local, com a reforma da pista e aquisição de equipamentos de raios X, encerrando a possibilidade de construção de um novo terminal no Vale do Aço no curto e médio prazo. Após o fim das reformas, concluídas em dezembro de 2011, o aeroporto passou a ter capacidade para receber aeronaves com até 110 passageiros.
Em 2016, problemas econômicos levaram a Usiminas a deixar o controle do aeródromo, o que vinha sendo negociado com o Governo Federal desde 2013. Em fevereiro, a Agência Nacional de Aviação Civil (ANAC) determinou que o terminal fosse fechado em 12 de março de 2016, quando a Usiminas encerraria suas operações no local, deixando o aeroporto sem um responsável. No entanto, um contrato foi assinado em caráter emergencial entre a Socicam e a Secretaria de Transportes e Obras Públicas de Minas Gerais (SETOP), garantindo o custeio pelo governo estadual e a manutenção pela Socicam até a conclusão da licitação para que uma nova empresa assuma a administração. A prefeitura de Santana do Paraíso cogitou assumir a tutela do aeroporto em parceria com o estado, mas isso não foi possível devido ao orçamento elevado. Devido às mudanças, o nome do antigo Aeroporto da Usiminas foi alterado para "Aeroporto Regional do Vale do Aço". Em outubro do mesmo ano, a Socicam venceu a licitação para prosseguir com a administração do terminal.
Em 14 de fevereiro de 2019, a Azul Linhas Aéreas Brasileiras, única companhia aérea operante no terminal, suspendeu suas atividades no aeroporto por tempo indeterminado, alegando que a pista não atende aos padrões operacionais. Já no dia 19 de fevereiro a Agência Nacional de Aviação Civil (ANAC) interditou a pista, suspendendo também os voos do programa Voe Minas Gerais, do governo estadual, em aeronaves de pequeno porte. Após incertezas quanto a seu destino, no dia 20 do mesmo mês, o ministro da infraestrutura Tarcísio Gomes de Freitas em reunião com o governador Romeu Zema anunciou o repasse de recursos do Governo Federal para uma reforma emergencial no aeroporto, e em seguida recursos do Fundo Nacional de Aviação Civil para uma reforma definitiva. Dessa forma, foram realizadas as intervenções de emergência entre 19 de março e 8 de abril de 2019, com a liberação da ANAC obtida em 12 de abril. O retorno dos voos da Voe Minas ocorreu em 15 de abril de 2019, enquanto o da Azul foi marcado para o dia 9 de maio.
O Aeroporto de Ipatinga foi novamente fechado em 25 de março de 2020, devido à pandemia de COVID-19 e para o aguardo realização das obras definitivas, mas sem previsão da concretização das restaurações. Em agosto de 2020, a Infraero passou a ser a gestora do aeroporto, após ser contratada pelo governo estadual. Contudo, somente um ano após o fechamento, em 8 de abril de 2021, é que as obras foram iniciadas. Essas intervenções contemplaram restauração das pistas, do pátio de aeronaves e sinalização, mas não aumentaram sua capacidade de passageiros e aeronaves de grande porte. Em 1º de dezembro de 2021, o aeroporto foi reaberto e voltou a receber voos regulares.

## Localização e infraestrutura

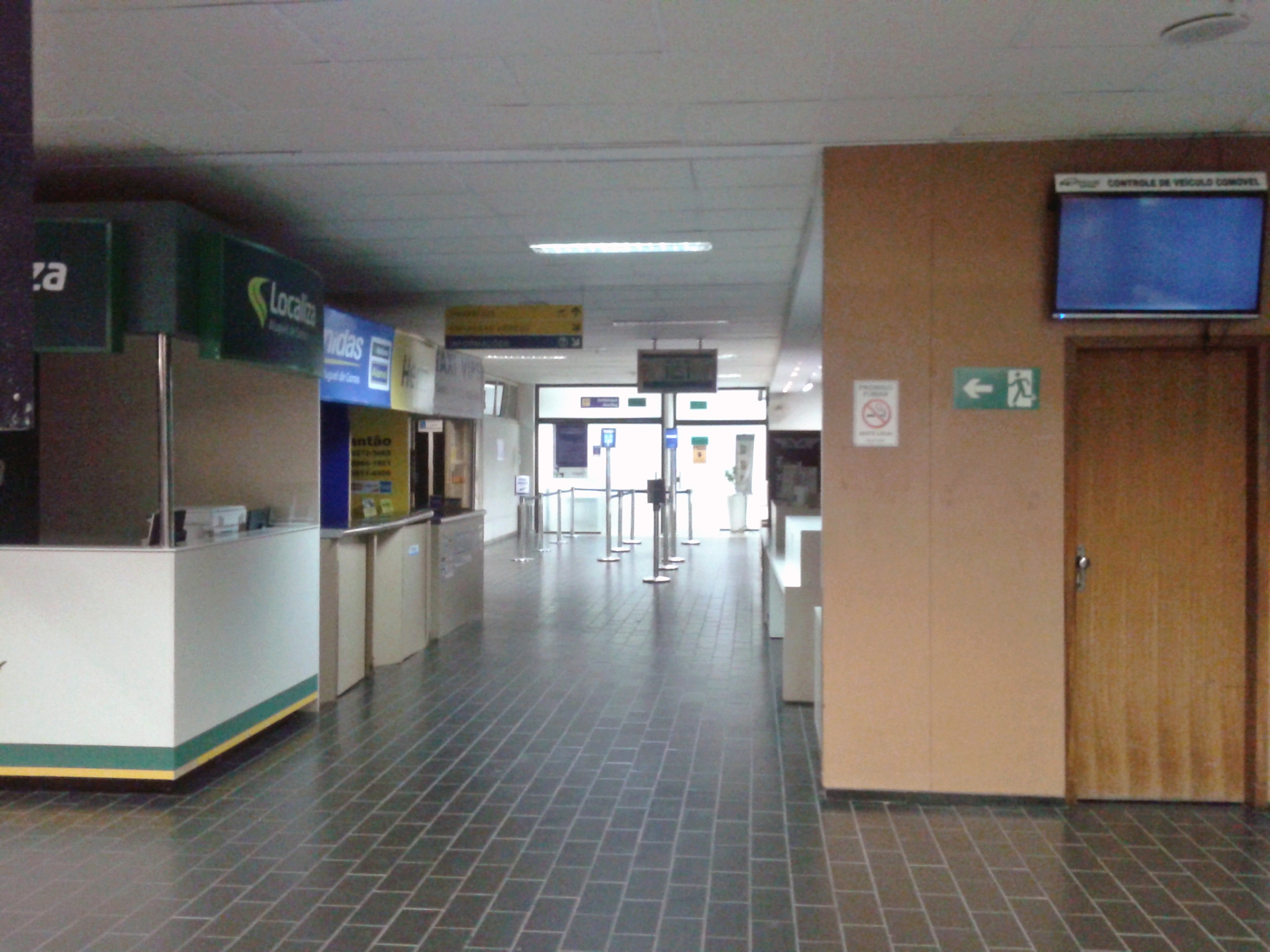
Interior do terminal

O terminal está localizado próximo ao Distrito Industrial do município de Santana do Paraíso e atende à Região Metropolitana do Vale do Aço (RMVA) e a seu colar metropolitano, servindo como uma das principais formas de acesso dos funcionários dos complexos industriais locais, como a Aperam South America, Cenibra e Usiminas, até a Região Metropolitana de Belo Horizonte. Encontra-se a cerca de 7 km do Centro de Ipatinga.
Trata-se de um aeroporto doméstico e uso público. Em 2008, segundo a Usiminas, aproximadamente 87% dos passageiros circulavam com vinculação a outras indústrias ou com a comunidade. Em 18 de dezembro de 2024, foi inaugurado um viaduto ligando a BR-458 à estrada de acesso ao aeroporto. Até então, esse acesso só era possível por meio de uma passagem de nível sobre a Estrada de Ferro Vitória a Minas (EFVM), o que gerava interrupção no tráfego para dar passagem aos trens.
O terreno do terminal ocupa uma área de cerca de 700 000 m² e sua pista é asfáltica, com 2 004 m de extensão e 45 m de largura, enquanto que a estrutura de pátio de manobras tem dimensões de 72,5 m x 285 m. Localizado a 239 metros acima do nível do mar, o aeroporto conta com balizamento noturno, serviço contra incêndio capaz de atender a aeronaves acima de 70 passageiros, Estação Permissionária de Telecomunicações Aeronáuticas (EPTA), posto de combustível de jato (JET A-1) e terminal de passageiros com capacidade de acomodar 150 mil pessoas ao ano. Em relação a dispositivos de segurança da aviação civil, há detector de metal manual e raio X de bagagens. Também há serviço de lanchonete, táxi, locação de veículos e agência de viagens, além de sistema de informações de voo (SIV), esteira de bagagens e carrinhos.

## Estatísticas
Segundo a Secretaria de Estado de Transportes e Obras Públicas (Setop), um total de 1 062 202 passageiros passaram pelo aeroporto de 2009 a 2014, movimentando 43 934 voos. Em 2015, o terminal recebeu 142 960 passageiros, gerando 4 218 voos.

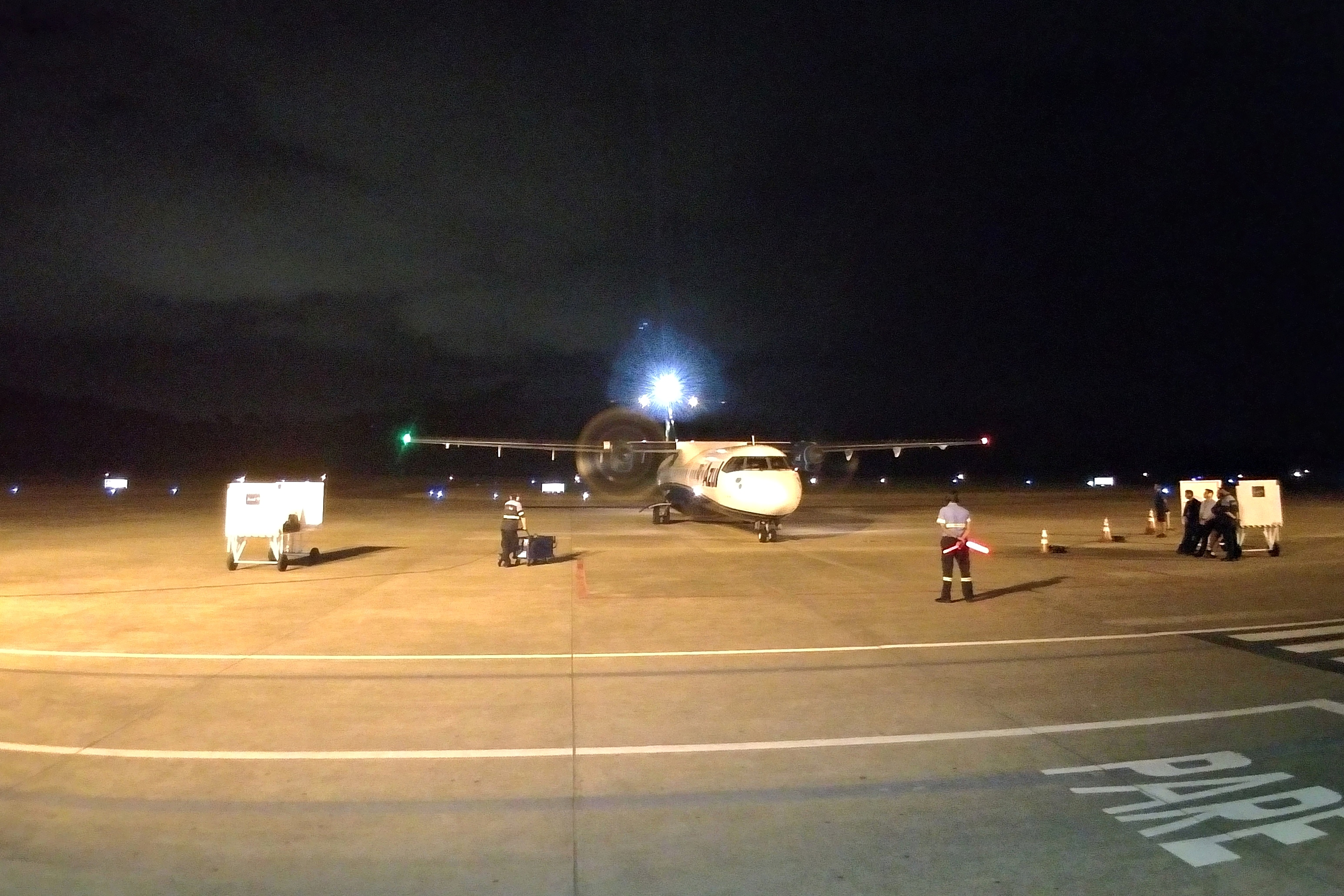
Vista noturna de ATR-72 da Azul Linhas Aéreas Brasileiras após aterrissagem no aeroporto

| Ano  | Fluxo de passageiros | Fluxo de voos |
| ---- | -------------------- | ------------- |
| 2006 | 112 498              | 6 170         |
| 2007 | 119 391              | 6 590         |
| 2008 | 129 735              | 7 316         |
| 2009 | 113 526              | 6 046         |
| 2010 | 150 885              | 7 988         |
| 2011 | 169 205              | 8 871         |
| 2012 | 238 942              | 9 190         |
| 2013 | 215 974              | 6 588         |
| 2014 | 177 626              | 5 667         |
| 2015 | 142 960              | 4 218         |
| 2016 | 69 664               | 1 202         |

## Incidentes
A pista do aeroporto não reporta histórico de acidentes com gravidade, entretanto os seguintes incidentes têm ligação com o terminal.
- Na tarde de 29 de abril de 1973, um avião monomotor modelo Cessna 182, prefixo PT-CKR,[32] levantou voo no aeroporto e não conseguiu ganhar altitude. Márcio Andrade Guerra, um dos pioneiros de Ipatinga, era quem pilotava e tentou retornar à pista, no entanto a aeronave caiu de barriga no chão, matando todos os quatro ocupantes: Lalau, Sérgio e Magda, além de Márcio. No bairro Veneza, uma escola homenageia o condutor da aeronave, a Escola Municipal Márcio Andrade Guerra, e no Cariru, Edilar Anício Drumond Alves, o Lalau, empresta seu nome a uma praça.[33][34]
- Na manhã de 28 de junho de 2010, a aeronave ATR-42 da TRIP Linhas Aéreas, prefixo PR-TTE, parou a poucos metros à frente da pista após derrapar enquanto era manobrada para a finalização do pouso. O voo 5510 transportava 47 passageiros e quatro tripulantes de Guarulhos a Vitória com escala em Ipatinga, no entanto, ninguém se feriu.[35][36]
- Em 15 de novembro de 2011, uma aeronave modelo ATR da TRIP Linhas Aéreas colidiu sua asa direita em um poste de iluminação do aeroporto durante a decolagem do voo 5390, que seguia de Ipatinga para Vitória com escala em Governador Valadares. O voo foi interrompido e nenhum dos 42 passageiros se feriu.[37]